# Алексень (комуна)
Алексень, Алексені (рум. Alexeni) — комуна у повіті Яломіца в Румунії. До складу комуни входить єдине село Алексень.
Комуна розташована на відстані 55 км на північний схід від Бухареста, 53 км на захід від Слобозії, 132 км на південний захід від Галаца, 138 км на південний схід від Брашова.

## Населення
За даними перепису населення 2002 року у комуні проживали 2504 особи. Усі жителі комуни рідною мовою назвали румунську.
Національний склад населення комуни:
| Національність | Кількість осіб | Відсоток |
| -------------- | -------------- | -------- |
| румуни         | 2502           | 99,9%    |
| цигани         | 2              | 0,1%     |

Склад населення комуни за віросповіданням:
| Релігія     | Кількість осіб | Відсоток |
| ----------- | -------------- | -------- |
| православні | 2503           | > 99,9%  |